# Marie Morisawa
Marie Morisawa (Toledo, Ohio, 2 de noviembre de 1919 - 10 de junio de 1994) fue una geomorfóloga estadounidense, una parte integral de la revolución en el campo que comenzó en la década de 1950. Estudió la geomorfología de ríos, zonas de fallas activas, tectónica de placas, geomorfología costera, riesgos geológicos y geomorfología ambiental.

## Biografía
Morisawa nació el 2 de noviembre de 1919 y murió en un accidente automovilístico el 10 de junio de 1994. Nació en Toledo, Ohio, de padre japonés y madre estadounidense. Obtuvo una licenciatura en matemáticas de el Hunter College en 1941, con una especialización en química. Luego obtuvo una maestría en teología antes de pasar a la geología y obtener una maestría de la Universidad de Wyoming en 1952.  
Enseñó en el Bryn Mawr College de 1955 a 1959. En 1960 obtuvo su Ph.D. de la Universidad de Columbia. Su trabajo de doctorado en la geomorfología cuantitativa de las corrientes de Pensilvania fue asesorada por el geólogo Arthur Newell Strahler.  El deseo de Morisawa de comprender el mundo natural se hace evidente al considerar sus variadas actividades académicas. Ella amaba las plantas, los animales, la belleza y el valor estético de los paisajes.

## Trayectoria profesional
Morisawa se convirtió en profesora asistente en 1959 en la Universidad de Montana . Después de eso, de 1961 a 1962, fue empleada en Washington D. C. por el Servicio Geológico de los Estados Unidos. Su carrera como profesora abarcó desde 1963 hasta 1969 en el Antioch College.
Morisawa fue consejera de la Sociedad Geológica de América y la American Quaternary Association (Asociación Americana del Cuaternario). Además, fue miembro de la presidencia de la División de Geología y Geomorfología Cuaternaria de la Sociedad Geológica de América varias veces.
Debido a la reputación nacional e internacional de Marie, científicos de todo el mundo se congregaron en Binghamton para sus estudios sabáticos. En 1987-1988 tuvo la ayuda del programa Fulbright para dar conferencias en la India. Se convirtió en geóloga residente en 1990 en Carlton después de ser buscada por varias universidades. En Binghamton, ella donó sus servicios ayudando en la gestión del medio ambiente. Este servicio continuo llevó a Morisawa a ser un contribuyente clave en la redacción del plan maestro para la ciudad de Vestal, Nueva York.
Morisawa se unió a su disciplina en 1960, en ese momento pocas mujeres estaban involucradas en la investigación y la enseñanza de ciencias a nivel universitario. Fue la primera mujer presidenta de la división QG&G (geología y geomorfología cuaternaria), y mentora de científicos más jóvenes a lo largo de su carrera.
Durante su carrera en Binghamton, Nueva York, Morisawa siempre mantuvo la puerta abierta para que sus estudiantes se unieran a los almuerzos donde se discutían los diferentes factores del estado de la geología y la geomorfología. A Marie le encantaba enseñar e interactuar con sus alumnos en discusiones geológicas.
Morisawa escribió ocho libros, incluido Evaluating Riverscapes en 1971. Fundó la revista Geomorphology en 1986 y fue su editora en jefe. Se convirtió en "la primera mujer presidenta" de la División de Geología y Geomorfología Cuaternaria de la Sociedad Geológica de América y ayudó a fundar "el Simposio anual de Geomorfología de Binghamton". Para reconocer sus investigaciones y logros educativos, recibió el Premio al Educador Sobresaliente de la Asociación de Mujeres Geocientíficas en 1992.

## Investigación
Marie Morisawa fue parte de la revolución de la geomorfología en las décadas de 1950 y 1960. Este trabajo implica medir tanto las pendientes como los canales de corriente y comprender la relación que tienen en los impactos a mayor escala. Marie trabajó en taludes en las Montañas Rocosas haciendo investigaciones relacionadas con la geomorfología. Morisawa también fue uno de los fundadores de la geomorfología ambiental.
Los cambios geomórficos causados por el terremoto del lago Hebgen en 1959 en Montana jugaron un papel importante en el inicio de su investigación. Los restos del terremoto proporcionaron un laboratorio al aire libre ideal para los estudios de Morisawa sobre el inicio de los sistemas de drenaje. Este trabajo produjo varios resúmenes, incluida la publicación del artículo de 1964 en el American Journal of Science. 
En 1976, Morisawa presentó su investigación sobre las preferencias del paisaje fluvial en la primera conferencia de geocientíficas de mujeres del noreste en la Universidad de St. Lawrence. Su investigación determinó qué características de los paisajes fluviales son valoradas por ciertas características demográficas de la población a través de un sistema de clasificación que determina los factores de belleza.
Morisawa amplió su investigación sobre cuencas hidrográficas y geomorfología, publicando el artículo Geomorfología cuantitativa de algunas cuencas hidrográficas en la meseta de los Apalaches. Su investigación incluyó observar la estructura geológica de las cuencas hidrográficas en la meseta de los Apalaches y cómo otras interacciones afectan el flujo de la corriente y la geomorfología de las cuencas. La estratigrafía o la estratigrafía de secuencia específica de las cuencas incluye anticlíneas que se han erosionado con el tiempo y los bordes exteriores de la cuenca definidos con terrenos escarpados. Los estratos en estas cuencas cambian con el tiempo y estos cambios pueden afectar la dirección o la velocidad del flujo de la corriente.

## Premios
A lo largo de los años, Morisawa recibió muchas becas gracias a su exitosa investigación geomórfica y geológica. Organizaciones como La Fundación Nacional de Ciencias, el Programa Sea Grant del Departamento de Comercio de EE. UU., El Servicio Geológico de los Estados Unidos, la Fundación Ford y la Oficina de Recursos Hídricos proporcionaron los fondos que Morisawa requirió para continuar su investigación.
En 2006, la Sociedad Geológica de América estableció el Premio Marie Morisawa en su honor. El premio se entrega anualmente a una mujer MS o Ph.D. estudiante de posgrado en geomorfología. [6] Fue otorgado por primera vez en 2009 a Jill Onken de la Universidad de Arizona. [7]

## Publicaciones seleccionadas
- Quantitative geomorphology of some watersheds in the Appalachian Plateau: Geological Society of America Bulletin, v. 73,4. 1025-1046.
- Distribution of streamflow direction in drainage systems: Journal of Geology, v. 71, p. 528-529.
- The Wasatch fault zone—general aspects, in Environmental geology of the Wasatch front, 1971: Salt Lake City, Utah Geological Association, p. D1-D17.
- Plate tectonics and geomorphology, in Recent researches in geology: Delhi India, University of Dehli, Department of Geology, p. 269-282.
- The aesthetics of river scenery, in Women in Geology: Canton, New York, St. Lawrence University, p. 69-77.

## Libros
- Our Geologic Environment as well as Streams: Their Dynamics and Morphology in 1968.[13]
- Rivers: Form and Process in 1971[14]
- Geomorphology Laboratory Manual in 1977[15]